# Носсентинер-Хютте
Носсентинер-Хютте (нем. Nossentiner Hütte) — община в Германии, в земле Мекленбург-Передняя Померания, входит в район Мекленбург-Зенплатте и подчиняется управлению Мальхов.
Население составляет 695 человек (на 31 декабря 2014 года). Занимает площадь 40,11 км².

## Состав коммуны
В состав коммуны входят 3 населённых пункта:
- Носсентинер-Хютте (нем. Nossentiner Hütte, 53°32′04″ с. ш. 12°25′28″ в. д.HGЯO) — центр коммуны, впервые упоминается в 1751 году.
- Шпаров (нем. Sparow, 53°30′54″ с. ш. 12°23′08″ в. д.HGЯO) — первое упоминание о поселении относится к 1500 году.
- Древиц (нем. Drewitz, 53°34′04″ с. ш. 12°21′59″ в. д.HGЯO) — был построен в 1982 году, как охотничий домик для Эриха Хонеккера.

## Галерея

Носсентинер-Хютте на карте района
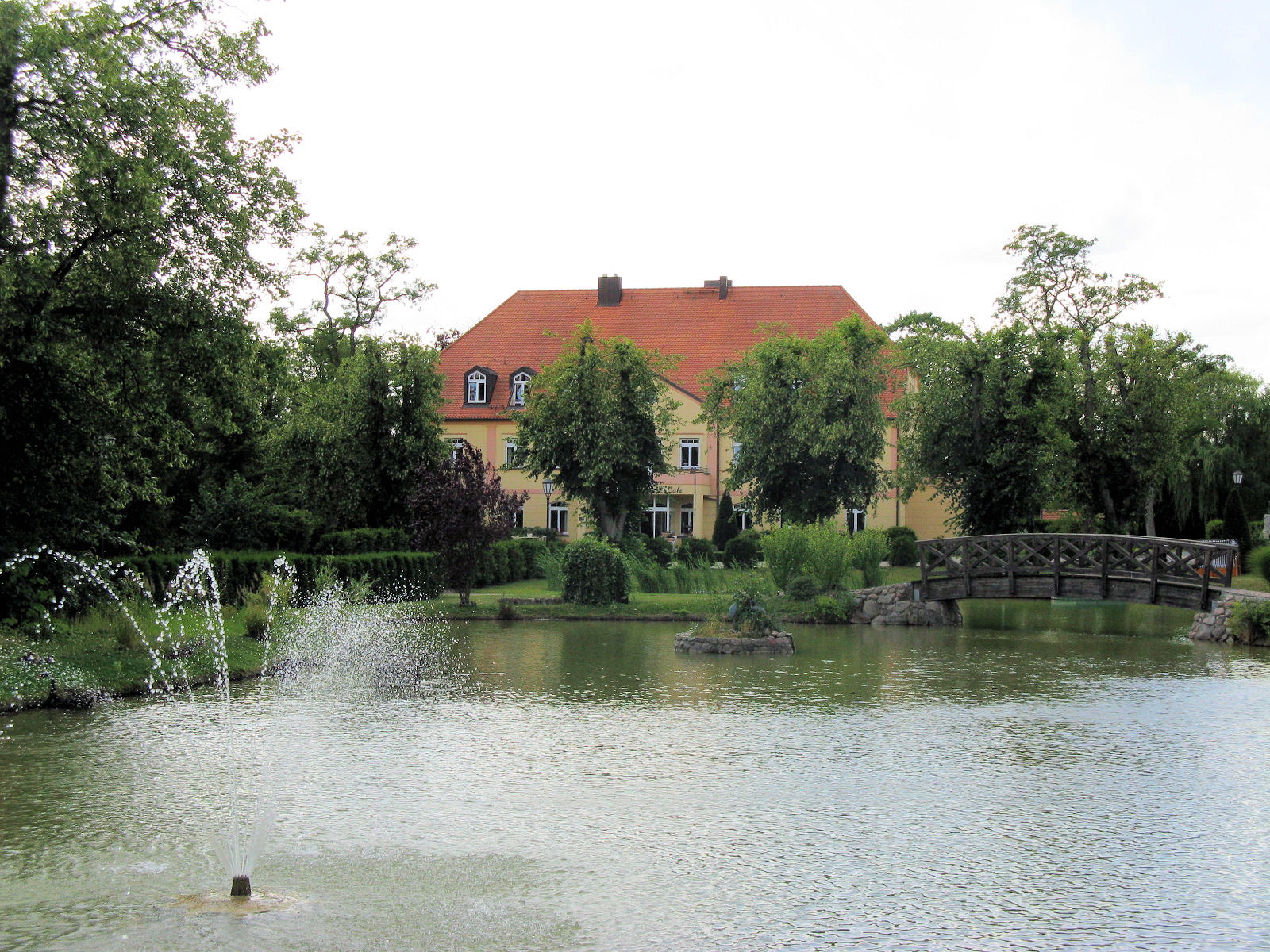
Реконструированная усадьба в Шпарове
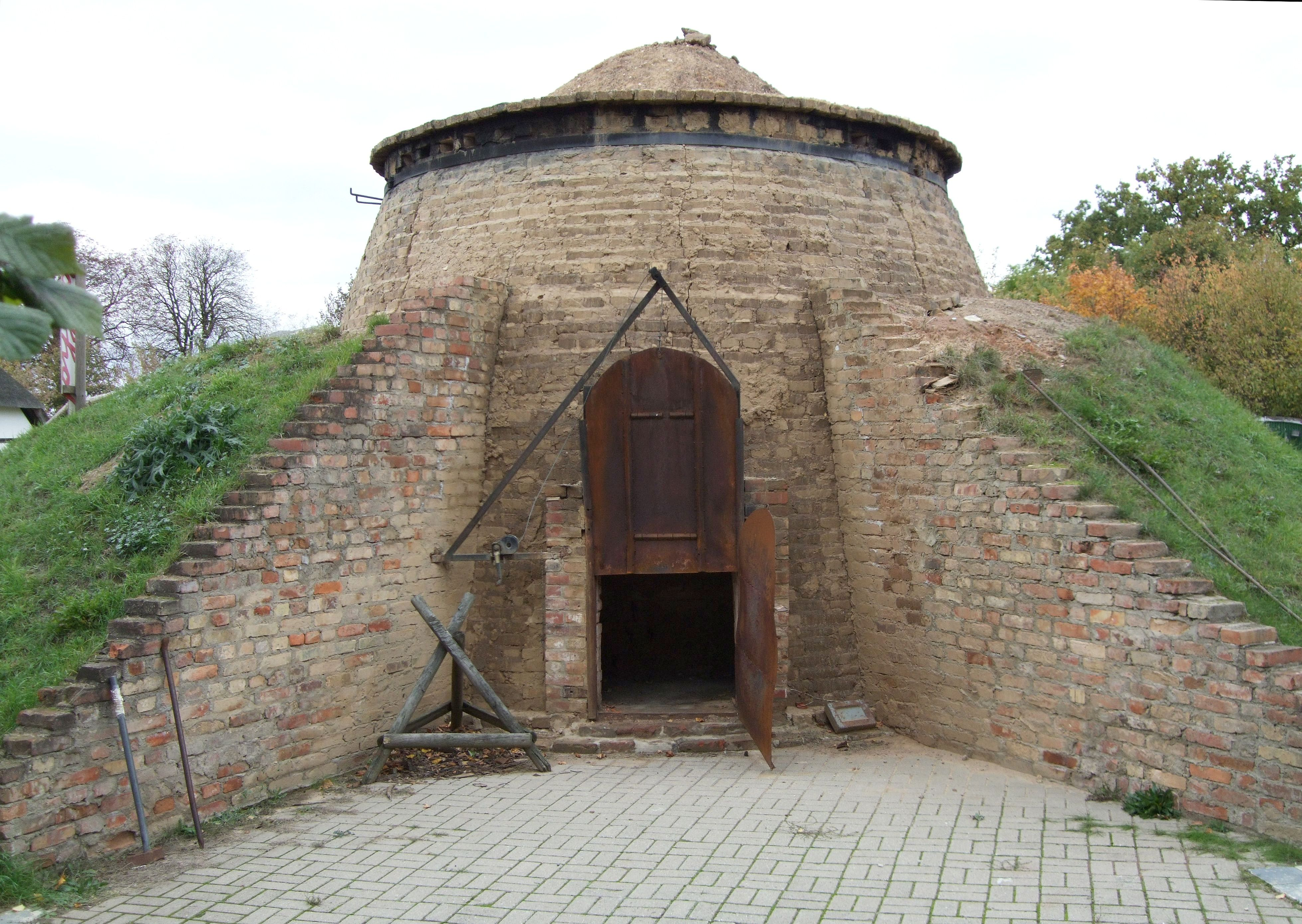
Старинная печь для производства дёгтя в Носсентинер-Хютте
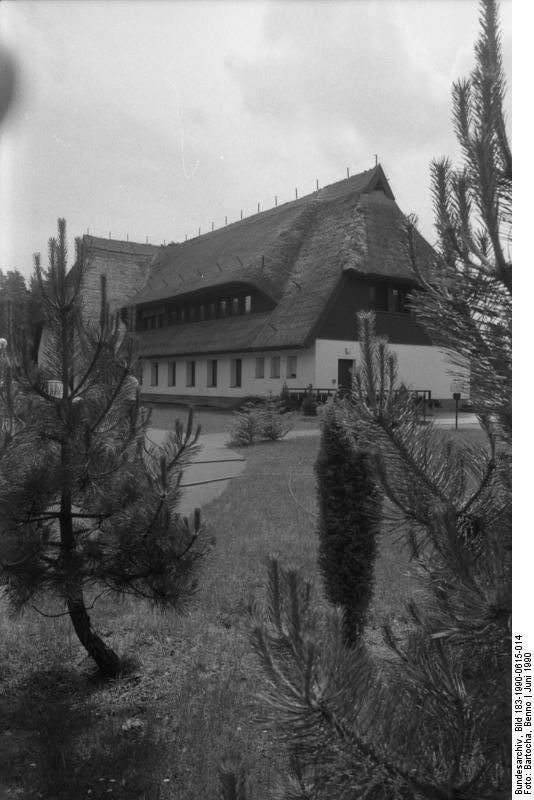
Охотничий домик Древиц, 1990 год